# Porto della Spezia
Il porto della Spezia è uno dei maggiori scali mercantili d'Italia, in particolare del Mar Ligure, e si trova nella parte più settentrionale del Golfo della Spezia in Liguria.
Il suo sviluppo risale alla fine del XIX secolo e da allora la sua importanza è cresciuta sino a farlo diventare uno degli scali principali del Mar Mediterraneo, particolarmente specializzato nella movimentazione di container; più tardo è stato il suo sviluppo turistico con l'approdo di navi da crociera.
All'interno di una rada di circa 1500 ettari protetta da una diga foranea di circa 2,2 km che ne assicura l'operatività tutti i giorni dell'anno, il porto della Spezia dispone di 5,1 km di banchine e 575.000 m² di aree disponibili servite da una rete di 17 km di binari ferroviari e 3,500 km di strade. I pescaggi arrivano fino a 14 m consentendo l'accosto alle navi portacontainer di ultima generazione.
I terminali dispongono di gru con capacità di sollevamento fino a 100 T e magazzini coperti per un totale di 13.000 m². Rimorchiatori, piloti e ormeggiatori garantiscono i movimenti delle navi 24 ore su 24 per 365 giorni all'anno.
Sono operativi, con relative attrezzature specializzate, due terminal container, un terminal gas e un terminal per merci varie (cereali, oli, cemento, rinfuse); in passato erano operativi anche terminal carboniferi e petroliferi (oggi dismessi).
Dentro lo specchio acqueo del golfo le isobate rivelano fondali che, per lo spazio interessato alle attività portuali, non scendono, in generale, sotto i sette metri, mentre nelle zone escavate per l'accesso e la manovra delle petroliere, due canali ed un'area di evoluzione, raggiungono una profondità di 11,50 m che consente la possibilità di attracco a navi fino a 50-60.000 Tsl, senza allibo. In connessione allo sviluppo futuro del porto è previsto un ulteriore approfondimento dei fondali nei bacini di nuova costruzione (fino a 13 m in testa ai moli).

## I dati tecnici
La provincia della Spezia è dotata di un impianto intermodale di grande importanza costituito dal porto mercantile e dall'area retroportuale di S.Stefano Magra; è inoltre sede di uno degli arsenali militari più importanti d'Italia.
Nel 2007 sono stati 106.160 i passeggeri sbarcati a conferma del forte interesse che le principali compagnie armatoriali stanno manifestando verso il porto spezzino anche in previsione della futura stazione marittima, così come previsto dal nuovo progetto sul waterfront urbano recentemente presentato. Si è consolidata la ripresa del comparto sia per le merci in container che per le merci varie con un totale di 14.681.000 tonnellate movimentate (+8,6% ), di cui 6.744.000 allo sbarco e 7.937.000 all'imbarco. Di queste i traffici in container sono stati di 13.445.000 tonnellate (+8%), mentre le altre merci varie hanno totalizzato 1.070.146 tonnellate (+15,4%).
I terminalisti impegnati nella movimentazione di merci varie, containerizzate e non, erano LSCT, TARROS e SPETTER. Il 4 luglio 2012 il comitato portuale approva la procedura di rinnovo della concessione a LSCT, conclusa la quale la società di Contship avrà in gestione la quasi totalità del porto spezzino.
Il 25 settembre 2010 è attraccata per la prima volta nel porto spezzino una nave di I-Med, un servizio gestito da Shipping Corporation of India in unione con MSC,  che ha visto coinvolti anche il Porto di Genova e di Barcellona in uno traffico-merci da e per l'India. La movimentazione inizialmente prevista per La Spezia era pari a 45.000 container.
Il 29 luglio 2022 l’Autorità di Sistema Portuale del Mar Ligure Orientale e La Spezia Container Terminal siglarono un accordo per lo sblocco delle opere previste dal Piano Regolatore Portuale, tra cui il riuso urbano di Calata Paita, che è destinata all'Autorità di sistema portuale. Quest' ultima ha investito 4.4 milioni di euro.
Il 22 luglio 2023, per la prima volta dopo 133 anni, le sono stati riconsegnati i primi 5.000 di complessivi 44.000 mila metri quadrati che saranno destinati a ospitare bar, ristoranti, strutture per lo spettacolo, lo sport e il tempo libero, dedicate a eventi ricreativi e alla movida locale.
Al 2023 il 60% delle merci movimentate in Italia transita fra il porto di Livorno e quello di Genova. Alla Spezia il 34% delle merci è movimentato su rotaia, contro una media nazionale dell'8%.

## Dati societari
Ad aprile del 2019, Cecilia Eckelmann-Battistello, vertice di Contship, ha assunto anche la direzione generale della controllata La Spezia Container Terminal (LSTC), della quale è secondo azionista Mediterranean Shipping Company (MSC). Contestualmente, Contship, controllata dal gruppo Eurokai, ha ceduto al gruppo MSC le proprie quote dell'operatore Medcenter Container Terminal S.p.A. (MCT), uscendo dalla società.
MCT era la concessionaria del terminal container nel Porto di Gioia Tauro, che Contship aveva avviato 24 anni prima.

LSCT gestisce il terminal container dello scalo spezzino e nel 2014 ha ottenuto il rinnovo della concessione per ulteriori 45 anni.
È coinvolta nel progetto di ampliamento delle banchine della controllante Contship e di MSC, per un investimento pubblico-privato stimato per almeno 150 milioni di euro, e già previsto nel 2014.

## Le strutture operative

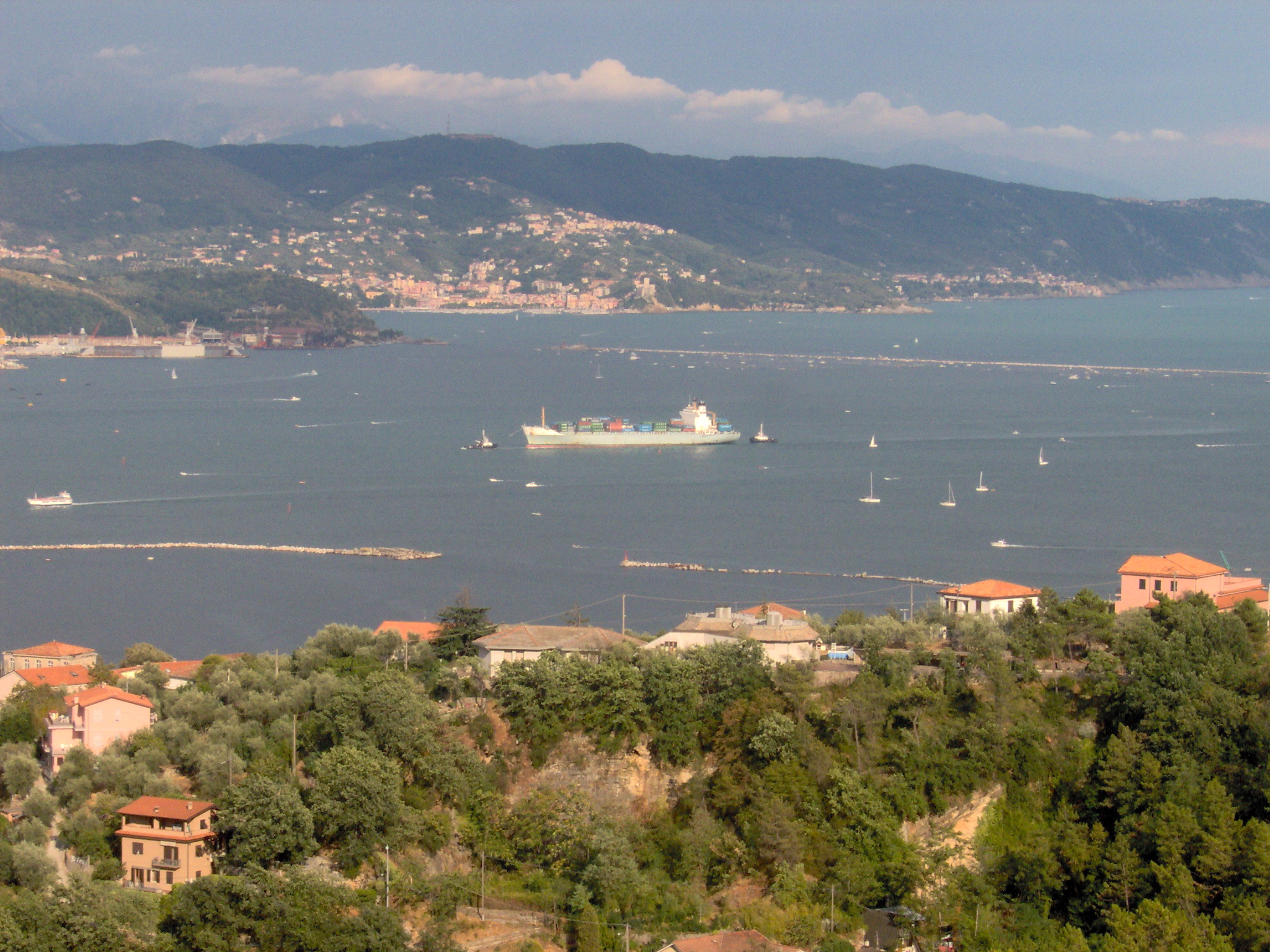
Nave trainata in porto.

- La Spezia Container Terminal. Destinato al traffico di container, insieme alla banchina Ravano, oggetto di dragaggi e bonifiche nel 2012[12] e parte della calata Artom, ha una superficie totale di oltre 260.000 m². È il primo terminal nel Mediterraneo ad aver ottenuto la certificazione ISO 9002 Standard dal Lloyd's Register. È in grado di movimentare più di 700.000 teu all'anno, un terzo dei quali per ferrovia. Si tratta del primo esempio in Italia di gestione privata di un terminal portuale pubblico. È operativo con 1,5 km di ormeggi con pescaggi fino a 14 metri. Vi operano sette gru di banchina per container con portata superiore a 44 tonnellate e sbraccio fino a 44 m, otto gru per lo stoccaggio a piazzale con portata fino a 45 tonnellate, una gru Gottwald con portata fino a 100 tonnellate. Capacità di stoccaggio dei piazzali di 20.000 teu, con 400 reefer point.
- Calata Paita: La calata Paita si sviluppa per una lunghezza di circa 550 m con tre ormeggi operativi di cui uno per il traffico Ro-Ro. Le cinque gru hanno portate che vanno dalle 6 alle 35 T. È presente un silo per lo sbarco del cemento di 4.200 t, un silo per oli vegetali di 2.200 t, silos per cereali con capacità di 38.000 T ed un terminal per carbone e rinfuse minerali con capacità di scarico fino a 450 T/h. I magazzini presenti hanno una superficie totale di circa 4.500 m².

Il 15 dicembre 2023 l'Autorità di sistema portuale e LSCT siglano l'accordo che permette al Gruppo Contship di bandire la gara per il Terminal Ravano, un investimento di 232 milioni di euro in due anni previsto dalla concessione demaniale per realizzare un'area di 84.000 km2 adibita all'attracco di navi portacontainer, in vista della contestuale liberazione di Calata Paita per il nuovo waterfront e molo crocieristico.
- Calata Malaspina: La calata si estende per una lunghezza di 200 m con quattro gru con portate fino a sei T. È presente anche un magazzino coperto di 1.600 m². Viene utilizzata per lo sbarco/imbarco Ro-Ro.
- Molo Garibaldi: Il molo è adibito a terminal crociere.
- Calata Artom: La calata si estende per 306 m con quattro gru con portate di 25 T e tre ormeggi sia per il traffico tradizionale che Ro-Ro.

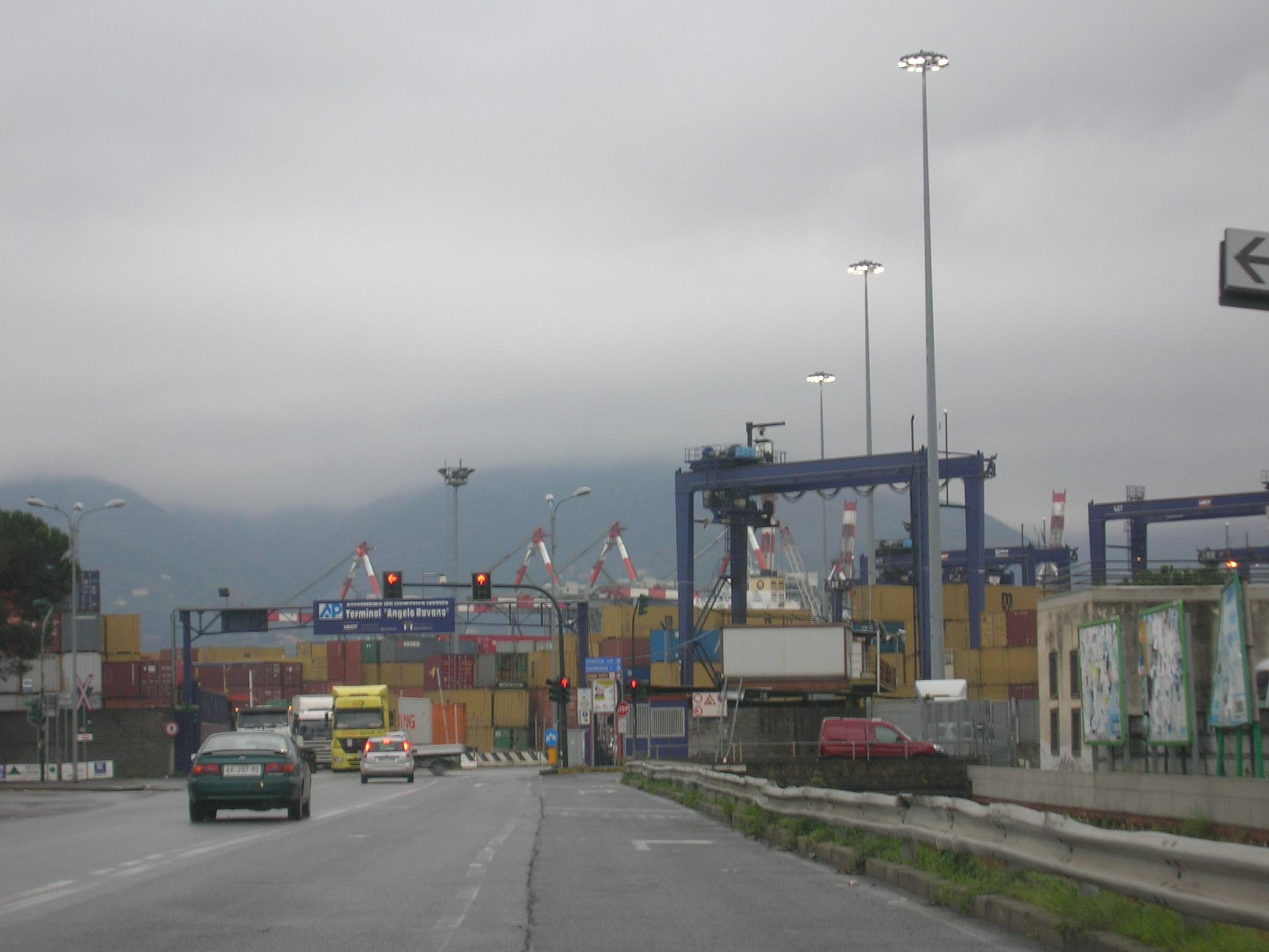
Terminal porto "Angelo Ravano"

- Terminale Enel: Si tratta di un molo di 250 m nel quale ENEL gestisce lo scarico del carbone ed olio combustibile destinati alla Centrale Termoelettrica Eugenio Montale con la quale il terminal è collegato tramite nastro trasportatore. Nel 1998 il traffico di carbone è stato di 1,2 milioni di T. La capacità giornaliera di scarico è di 18.000/20.000 T. Il traffico di olio combustibile nel '98 ha raggiunto 1,5 milioni di T.
- Terminal del Golfo: Nell'area collocata nella zona a levante del porto mercantile sono operativi un terminal specializzato in container per navi LoLo e RoRo ed il terminal della società Tarros per il transito di passeggeri per complessivi 100.000 m². In particolare vi sono cinque ormeggi RoRo e due LoLo con una gru da banchina per container con una portata fino a 42 T ed una gru Fantuzzi Reggiane con portata sino a 100 T. La capacità di stoccaggio è di circa 7.500 teu. Nel 1997 questo terminal ha movimentato 83.600 teu. Nel 1998 è stato raggiunto il numero di 93.000 teu.
Il Piano regolatore del 2006 per il Comune della Spezia prevede la destinazione dell'area alla nautica da diporto. Nel dicembre 2008, è stata revocata la concessione demaniale di 25 anni. Nel dicembre 2015 Giovanni Lorenzo Forcieri, presidente dell'Autorità Portuale della Spezia,  e Alberto Musso, presidente del Gruppo Tarros, hanno firmato una concessione demaniale di 40 anni al Terminal del Golfo nello scalo spezzino. L'atto, ufficializzando quanto già stabilito dal Comitato Portuale, prevedeva, l'assegnazione al TdG di un'area di 42.506 metri quadri esistenti più altri 79.000 m² in cui realizzare gli ampliamenti previsti per il terzo bacino portuale, in conformità al piano regolatore portuale.[14][15]
- Terminale di rigassificazione: situato a Portovenere in località Panigaglia, nella parte occidentale del golfo della Spezia, è il terminale per la rigassificazione del gas naturale liquefatto, gestito dalla società Gnl Italia del gruppo Snam.
- Retroporto intermodale di Santo Stefano di Magra: logisticamente vicino alla stazione ferroviaria, al raccordo autostradale con La Spezia, all'A12 e all'A15. Oltre alla già esistente area per i container vuoti, nel luglio 2023 gli operatori di settore hanno proposto la creazione di un'area per i container pieni, utile in caso di congestionamento del traffico del porto o del raccordo autostradale: i container verrebbero così movimentati da navette nelle ore notturne, meno trafficate.[16] È candidato presso il Ministero delle Infrastrutture e dei Trasporti per diventare una Zona logistica semplificata.[17]

Il decreto n. 169 del 4 agosto 2016 per la riorganizzazione del sistema portuale italiano, ha soppresso l'autorità Portuale di La Spezia e di Massa-Carrara confluite nella nuova Autorità di Sistema Portuale del Mar Ligure Orientale.
Nel novembre 2023 la Capitaneria di Porto locale ha liberalizzato l'accesso in porto delle navi passeggeri e mercantili alimentate a GNL.
Nello stesso mese viene siglata l'intesa per la realizzazione di un nuovo molo crocieristico da 16.900 con due attracchi per navi da crociera alimentate da iron cooling, per un costo previsto in 48 milioni di euro e due anni di lavori.

## Statistiche
Tutti i dati aggiornati relativi ai traffici del porto dal 1997 al 2015
| Anno                                                                                      | Tonnellaggio totale | Contenitori TEU (num.) | Navi (num.) | Passeggeri (num.) |  |
| 1997                                                                                      | 10.737.501          | 615.604                | 4.033       | 54.678            |  |
| 1999                                                                                      | 15.284.732          | 843.233                | 4.881       | 50.166            |  |
| 2000                                                                                      | 16.521.092          | 909.962                | 4.884       | 75.647            |  |
| 2001                                                                                      | 15.847.542          | 974.646                | 4.895       | 113.687           |  |
| 2002                                                                                      | 18.203.190          | 975.005                | 4.556       | 46.870            |  |
| 2003                                                                                      | 19.793.224          | 1.006.641              | 5.015       | 40.452            |  |
| 2004                                                                                      | 18.434.755          | 1.040.438              | 3.854       | 41.036            |  |
| 2005                                                                                      | 17.162.478          | 1.024.455              | 3.661       | 56.358            |  |
| 2006                                                                                      | 19.292.000          | 1.137.000              | n.d.        | 62.088            |  |
| 2007                                                                                      | 19.415.557          | 1.187.040              | 4.732       | 106.160           |  |
| 2008                                                                                      | 18.619.000          | 1.246.000              | n.d.        | 49.656            |  |
| 2009                                                                                      | 14.327.636          | 1.046.063              | 3.475       | 31.021            |  |
| 2010                                                                                      | 17.950.000          | 1.285.155              | 3.709       | 44.874            |  |
| 2011                                                                                      | 17.060.741          | 1.307.274              | 3.455       | 90.408            |  |
| 2012                                                                                      | 15.438.438          | 1.247.218              | 3.265       | 50.239            |  |
| 2013                                                                                      | 15.546.000          | 1.300.432              | n.d.        | 214.000           |  |
| 2014                                                                                      | 15.700.000          | 1.303.317              | n.d.        | 483.564           |  |
| 2015. URL consultato il 30 aprile 2016 (archiviato dall'url originale il 21 agosto 2016). | 15.087.892          | 1.300.442              | n.d.        | 667.000           |  |

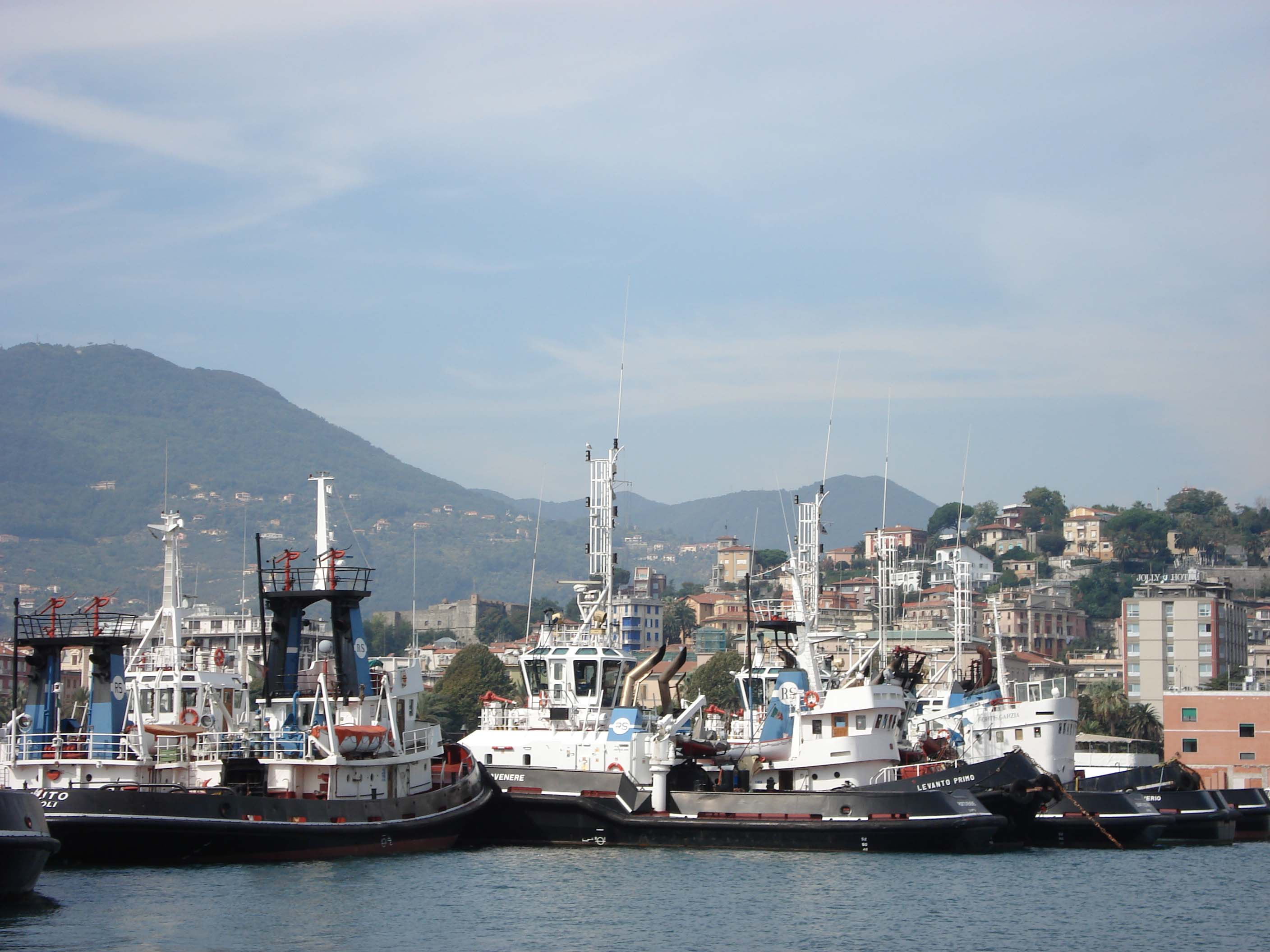
Rimorchiatori del Porto della Spezia

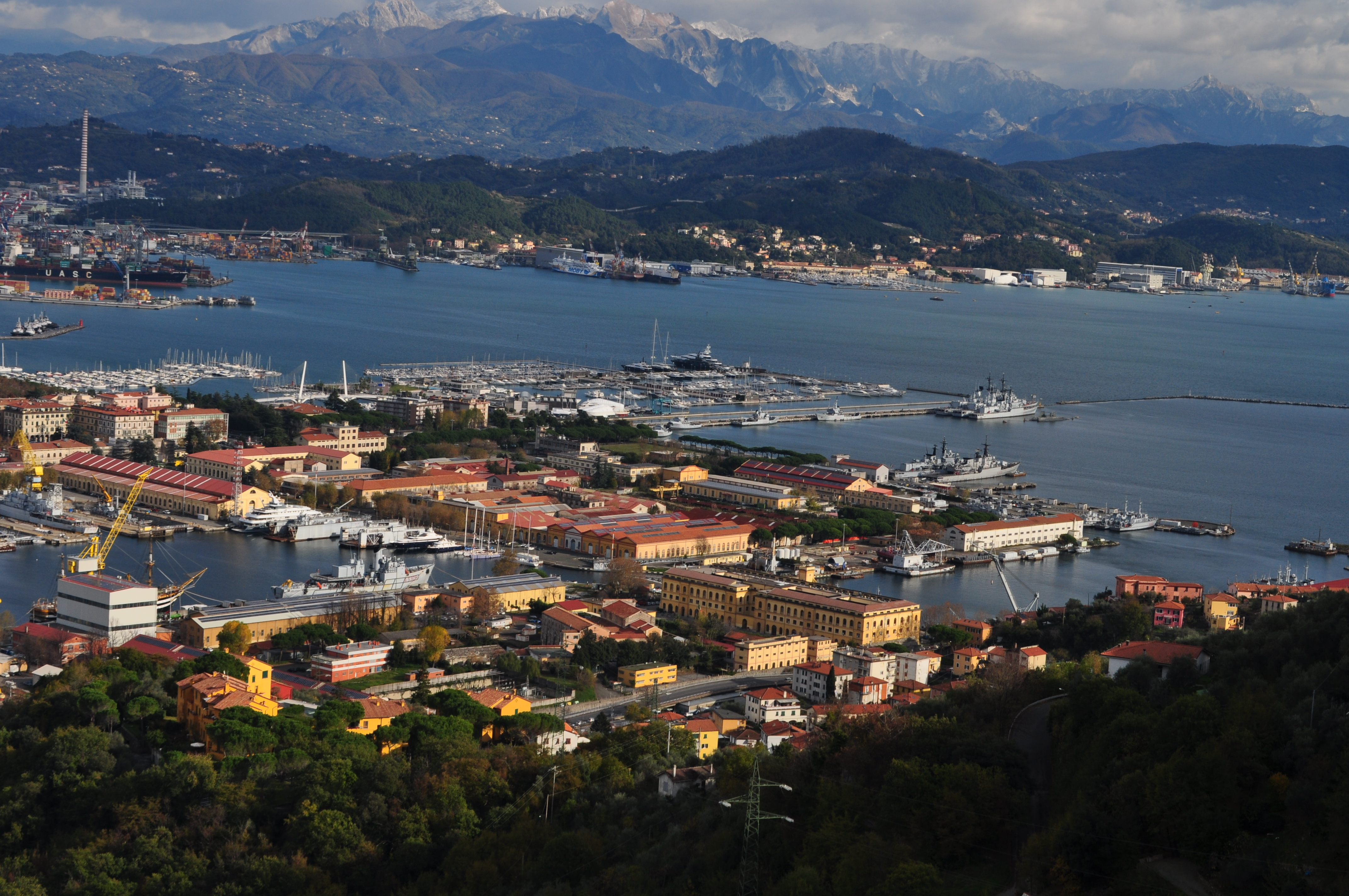
Vista del porto militare della Spezia nel novembre 2015

Al 2019, il porto convenzionale occupa 2 km² di superficie, impegnando (stabilmente) 1.600 persone, pari al 2% della forza lavoro della provincia spezzina.

## Le compagnie di navigazione

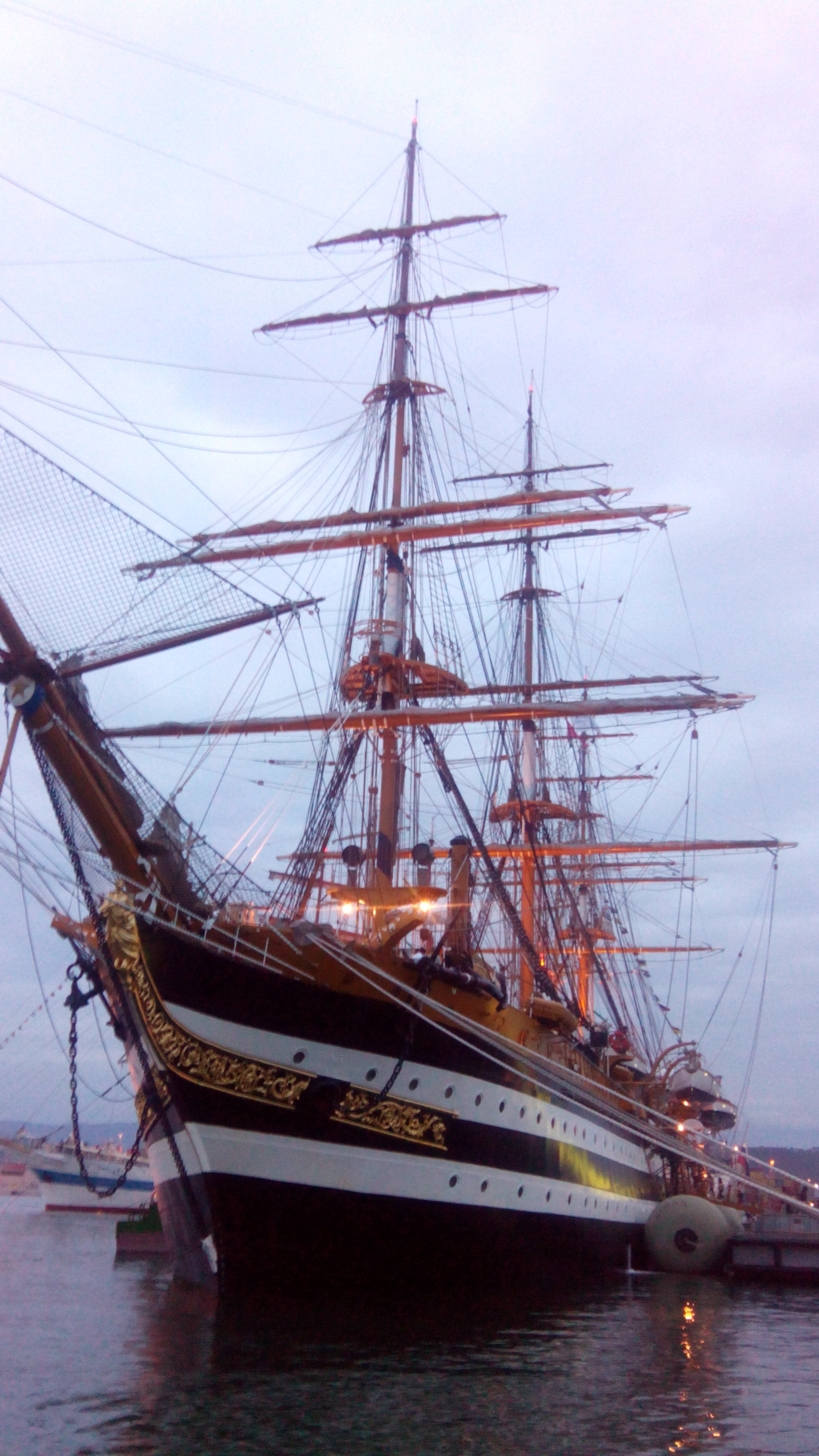
La nave scuola Amerigo Vespucci nel Porto della Spezia (Ottobre 2013)

Orari:
- Arrivi e Partenze in Tempo Reale, su new.marinetraffic.com. URL consultato il 3 maggio 2019 (archiviato dall'url originale il 29 ottobre 2013).

- Orario Generale. (in inglese)

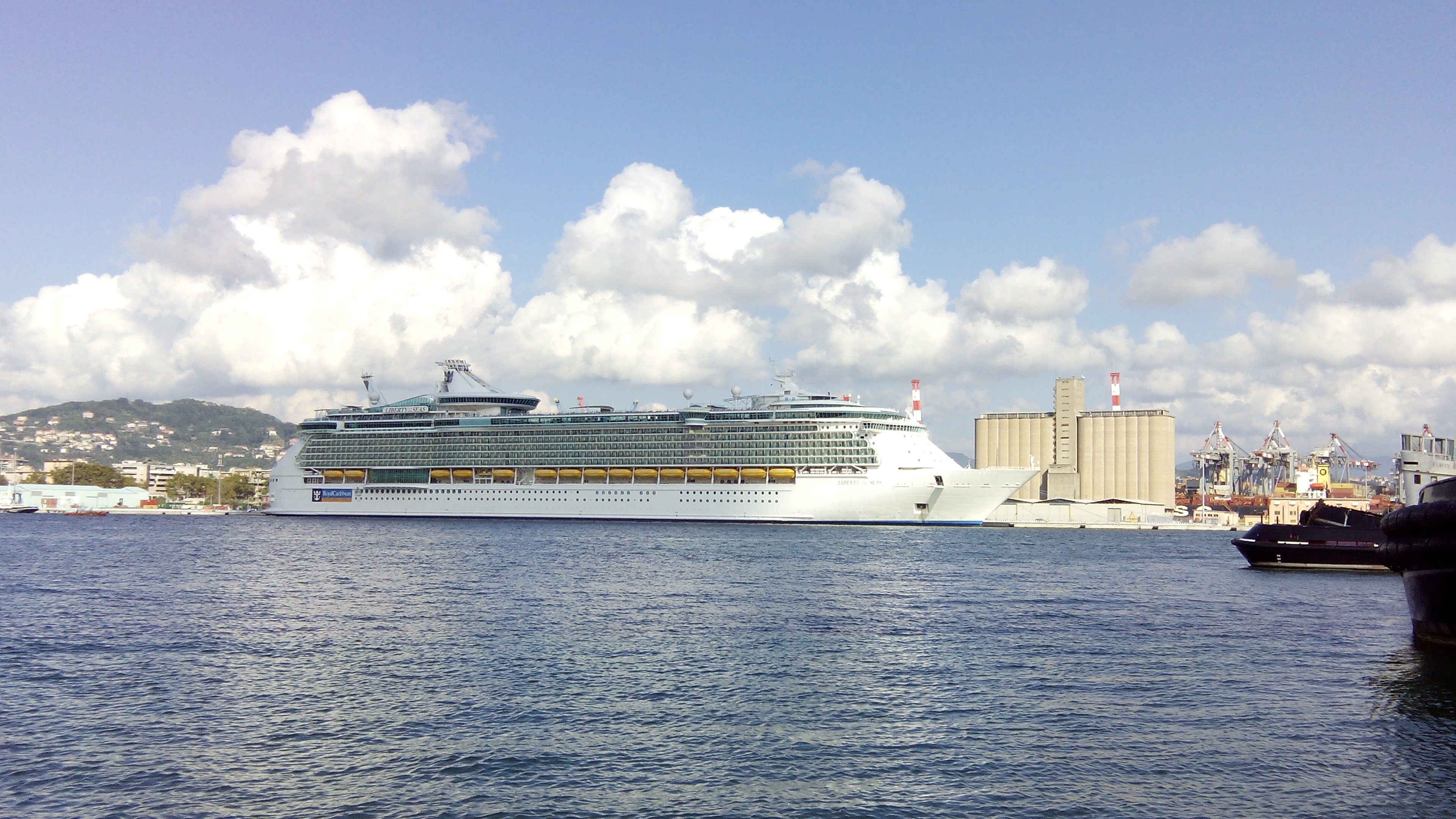
MS Liberty of the Seas nel Porto della Spezia (Settembre 2013)

Le compagnie operanti viaggi con traghetti che partono (e arrivano) a La Spezia sono:
- Consorzio Marittimo Turistico 5 Terre - Golfo dei Poeti (Corniglia, Manarola, Monterosso, Isola Palmaria, Portovenere, Riomaggiore, Vernazza) Imbarco: Passeggiata Morin (Viale Italia)°

Le compagnie operanti crociere che partono (e arrivano) da La Spezia sono:
- Azamara Club Cruises  Dettagli. Imbarco: Molo Garibaldi e Molo Varicella°
- Celebrity Cruises  Dettagli. Imbarco: Molo Garibaldi e Molo Varicella°
- Costa Crociere (Barcellona, Civitavecchia / Roma, Marsiglia, Napoli, Palma e Savona)  Dettagli.[collegamento interrotto] Imbarco: Molo Garibaldi e Molo Varicella°
- CDF Croisières de France  Dettagli. Imbarco: Molo Garibaldi e Molo Varicella°
- Crystal Cruises  Dettagli. URL consultato il 2 aprile 2018 (archiviato dall'url originale il 12 dicembre 2012). Imbarco: Molo Garibaldi e Molo Varicella°
- Cunard Line  Dettagli. Imbarco: Molo Garibaldi e Molo Varicella°
- Disney Cruise Line (Barcellona, Civitavecchia / Roma, Dubrovnik, Kusadasi / Efeso, Mykonos, Napoli, Piraeus / Atene, Valetta, Venezia e Villefranche / Nizza)  Dettagli. URL consultato il 15 settembre 2019 (archiviato dall'url originale il 21 dicembre 2013). Imbarco: Molo Garibaldi e Molo Varicella°
- Holland America Line  Dettagli. URL consultato il 17 giugno 2019 (archiviato dall'url originale il 27 giugno 2013). Imbarco: Molo Garibaldi e Molo Varicella°
- Ibero Cruceros (Barcellona, Civitavecchia / Roma, Marsiglia, Savona e Villefranche)  Dettagli.[collegamento interrotto] Imbarco: Molo Garibaldi e Molo Varicella°
- MARIS - Freighter Cruises  Dettagli.
- MSC Crociere (Marsiglia, Tunisi, La Valletta, Trapani e Civitavecchia)  Dettagli. Imbarco: Molo Garibaldi e Molo Varicella°
- Oceania Cruises  Dettagli. Imbarco: Molo Garibaldi e Molo Varicella°
- Pullmantur Cruises (Barcellona, Civitavecchia / Roma, La Goulette, Napoli e Villefranche)  Dettagli. URL consultato il 2 aprile 2018 (archiviato dall'url originale il 28 maggio 2013). Imbarco: Molo Garibaldi e Molo Varicella°
- P&O Cruises  Dettagli. Imbarco: Molo Garibalbi e Molo Varicella°
- Regent Seven Seas Cruises Imbarco: Molo Garibaldi e Molo Varicella°
- Royal Caribbean International (Ajaccio, Barcellona, Civitavecchia / Roma, Genova, Gibilterra, Lisbona, Malaga, Napoli, Southampton, Tolone e Villefranche)  Dettagli. Imbarco: Molo Garibaldi e Molo Varicella°
- Saga Cruises  Dettagli. URL consultato il 15 settembre 2019 (archiviato dall'url originale il 16 febbraio 2013). Imbarco: Molo Garibaldi e Molo Varicella°
- Seabourn Cruise Line  Dettagli. URL consultato il 27 luglio 2019 (archiviato dall'url originale il 9 marzo 2016). Imbarco: Molo Garibalbi e Molo Varicella°
- SeaDream Yacht Club Imbarco: Molo Garibaldi e Molo Varicella°
- StarVista Signature Cruises  Dettagli. URL consultato il 2 aprile 2018 (archiviato dall'url originale il 3 dicembre 2013). Imbarco: Molo Garibaldi e Molo Varicella°
- Swan Hellenic  Dettagli (archiviato dall'url originale il 3 dicembre 2013). Imbarco: Molo Garibaldi e Molo Varicella°
- Thomson Cruises  Dettagli. Imbarco: Molo Garibaldi e Molo Varicella°
- TUI Cruises  Dettagli.[collegamento interrotto] Imbarco: Molo Garibaldi e Molo Varicella°
- Windstar Cruises  Dettagli. URL consultato il 1º ottobre 2013 (archiviato dall'url originale il 5 ottobre 2013). Imbarco: Molo Garibaldi e Molo Varicella°

Le compagnie di navigazione che effettuano trasporto di merci e TEU da e per La Spezia sono:
- ANL  Dettagli.
- APL  Dettagli. URL consultato il 27 luglio 2019 (archiviato dall'url originale il 29 ottobre 2013).
- Arkas  Dettagli.
- Brointermed  Dettagli. URL consultato il 27 luglio 2019 (archiviato dall'url originale il 29 ottobre 2013).
- CMA CGM Group  Dettagli.
- COSCO  Dettagli. URL consultato il 24 ottobre 2013 (archiviato dall'url originale il 29 ottobre 2013).
- Delmas  Dettagli.
- Evergreen Shipping Agency (America) Corporation  Dettagli.
- Hanjin  Dettagli. URL consultato il 2 aprile 2018 (archiviato dall'url originale il 29 ottobre 2013).
- Hapag-Lloyd  Dettagli.
- LNG Shipping  Dettagli. URL consultato il 25 ottobre 2013 (archiviato dall'url originale il 7 marzo 2013).
- K Line  Dettagli. URL consultato il 27 luglio 2019 (archiviato dall'url originale il 4 marzo 2016).
- Mediterranean Shipping Company S.A.  Dettagli. URL consultato il 24 ottobre 2013 (archiviato dall'url originale il 30 ottobre 2013).
- Stena Bulk  Dettagli. URL consultato il 2 aprile 2018 (archiviato dall'url originale l'8 aprile 2014).
- TARROS  Dettagli.
- United Arab Shipping Company  Dettagli. URL consultato il 15 maggio 2018 (archiviato dall'url originale il 17 giugno 2010).
- Yang Ming Marine Transport Corporation  Dettagli.
- ZIM Integrated Shipping Services  Dettagli.

°Si consiglia, comunque, di verificare ogni volta il ponte d'imbarco, e le destinazioni servite.